# 친생부인의 소
친생부인의 소(親生否認의 訴)란 민법상 혼인 중의 자녀의 추정을 받은 자녀에 대해 부 또는 모가 그 적출성(嫡出性)을 부인하기 위해 제기하는 소를 말한다. 이 소에서는 남용에 의해 자녀에게 주는 피해를 막기 위해 엄격한 요건이 요구된다. 즉 이를 제기할 수 있는 사람은 부·모뿐이며(846조), 상대방은 자녀 혹은 부모 중 다른 일방이다(847조).
부·모가 친생부인의 소를 제기할 사유가 있음을 안 날부터 2년이 경과하거나(847조 1항), 자의 출생 후 자기의 자임을 승인한 때에는 이 부인권은 소멸한다(852조). 다만 혼인 중의 자녀의 추정을 받는 자에 대해 이를 부인하려면 일단 자녀의 출생신고를 해야 하므로, 부가 신고를 했더라도 적출성을 승인한 것으로는 되지 않는다. 자녀가 사망한 후에는 소의 제기를 할 수 없는 것이 원칙이지만, 자녀에게 직계비속이 있을 때에는 청구할 수 있다(849조). '부인의 소'는 가정법원의 조정 또는 심판으로서 하는데, 소를 제기한 부·모에게 입증책임이 있으므로 자기의 자녀가 아니라는 반증을 들어야만 한다. 주장을 인정하는 심판이 확정되면 자녀는 출생 당시로 소급하여 모의 혼인 외의 출생자로 되고, 생부의 인지를 받을 수 있다.